# La Soufrière (vulcano)
La Soufrière o Soufrière Saint Vincent è un vulcano attivo situato sull'isola di Saint Vincent, nei Caraibi.

## Geografia e struttura
Alto 1220 metri, La Soufrière è la cima più alta di Saint Vincent e dell'isola di S. Vincent e Grenadine;
è uno stratovulcano con cratere lacustre, ed è il vulcano più giovane e settentrionale dell'isola.
Nei Caraibi ci sono molti vulcani chiamati Soufrière, tra i quali Soufrière Hills a Montserrat e La Grande Soufrière a Guadalupa.

## Storia delle eruzioni
La Soufrière eruttò violentemente nel 1718, 1812, 1902, 1971 e 1979. L'eruzione del 7 maggio 1902 causò 1.680 vittime.
L'ultima eruzione, nell'aprile 2021, costrinse 16.000 persone ad evacuare, ma non si registrò alcuna vittima.

## Nell'arte
Un dipinto famoso di William Turner dell'eruzione del 13 aprile 1812 è esposto nel Victoria Art Gallery and Museum, Liverpool.

## Galleria d'immagini

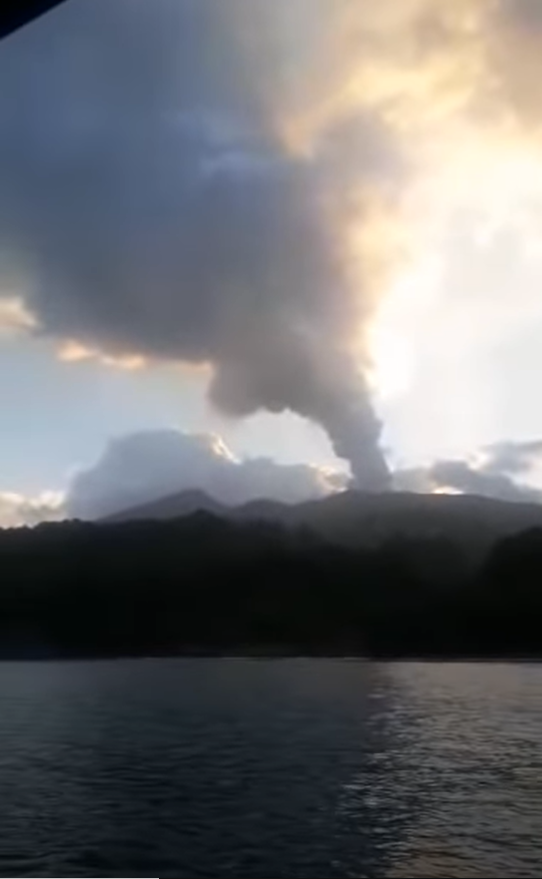
Eruzione dell'8 aprile 2021
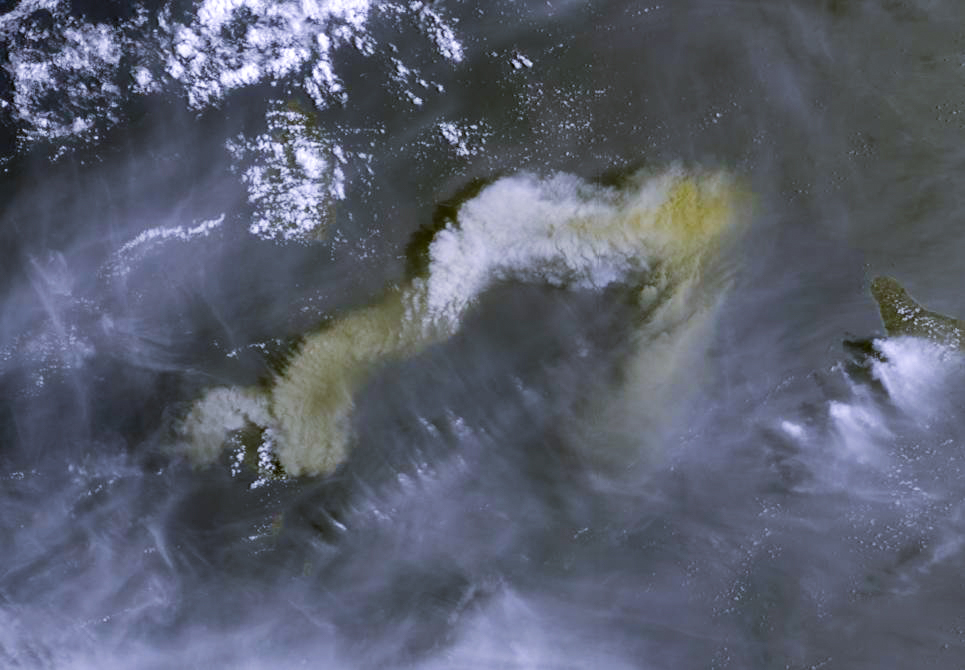
Immagine satellitare del 9 aprile 2021
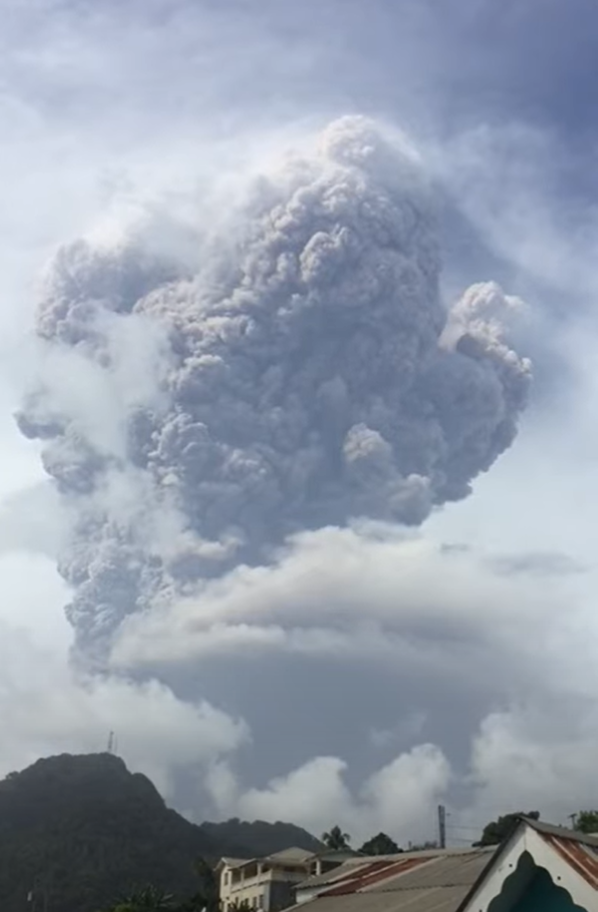
Eruzione del 9 aprile 2021